# Paradoxe de de Broglie
 (février 2009).
Si vous disposez d'ouvrages ou d'articles de référence ou si vous connaissez des sites web de qualité traitant du thème abordé ici, merci de compléter l'article en donnant les références utiles à sa vérifiabilité et en les liant à la section « Notes et références ».
En mécanique quantique, le paradoxe de De Broglie, soulevé par Louis de Broglie, montre par une expérience de pensée que la théorie de la mécanique quantique est incomplète, c'est-à-dire qu'elle ne décrit pas totalement la réalité. Plus précisément, si on suppose que cette théorie est complète, il faut admettre le fait que la position d'une particule élémentaire n'a aucun sens tant qu'elle n'a pas été réellement mesurée.

## Expérience
Plaçons une particule dans une boîte ayant des parois parfaitement réfléchissantes, un électron par exemple, qui est donc contenu et sans interaction avec l'extérieur. Cette boîte peut se diviser en deux boîtes distinctes, nommées {\displaystyle B_{1}} et {\displaystyle B_{2}}, à l'aide d'une double paroi coulissante.
En mécanique quantique, toute l'information concernant cet électron est représentée par une fonction d'onde nommée {\displaystyle \psi }.
Séparons maintenant la boîte en deux, l'une est envoyée à Paris ({\displaystyle B_{1}}) et l'autre à Tokyo ({\displaystyle B_{2}}). La mécanique quantique décrit cette nouvelle situation par deux autres fonctions d'onde :
- {\displaystyle \psi _{1}} définie dans {\displaystyle B_{1}}
- {\displaystyle \psi _{2}} définie dans {\displaystyle B_{2}}

## Paradoxe
Si on considère l'électron comme un objet réel, il ne pourra être que dans l'une des deux boîtes.
Si on suit le raisonnement théorique de la mécanique quantique, l'électron se trouve obligatoirement dans les deux boîtes à la fois.

## Explication
La présence de l'électron est déterminée dès que l'on mesure physiquement sa position dans l'une des deux boîtes. On peut alors dire qu'elle est à Paris et non à Tokyo, ou inversement. Si on raisonne en termes de fonctions d'onde, si à partir d'un moment donné on trouve que l'électron est dans la boîte {\displaystyle B_{1}}, cela implique que la probabilité de trouver l'électron à Tokyo (donnée par le carré du module de la fonction {\displaystyle \phi _{2}}) est nulle et sa fonction d'onde aussi : l'observation de la particule à Paris modifie la fonction d'onde à Tokyo.
Il est admis par la plupart des physiciens qu'une particule ne peut pas être dans deux endroits à la fois, et donc que la mécanique quantique est une théorie incomplète (elle ne peut pas rendre compte de l'état de l'électron avant que sa position ne soit mesurée).
Ce paradoxe explicite le fait que la mécanique quantique décrit la réalité uniquement si on se tient aux observations (c'est-à-dire aux mesures physiques réalisées). Cette conclusion a des implications philosophiques : on parle alors de positivisme, un courant de pensée qui renonce à la réalité objective comme fondement du raisonnement scientifique.